# Parauchenoglanis ahli
Parauchenoglanis ahli is een straalvinnige vissensoort uit de familie van de stekelmeervallen (Claroteidae). De wetenschappelijke naam van de soort is voor het eerst geldig gepubliceerd in 1930 door Holly.